# أربعين الميت
الأربعين هي عادة اجتماعية مصرية قديمة وتقليد منذ عهد الفراعنة، مازال بعض المصريين يزاولونها حتى اليوم،  وهي موجودة في العراق ايضاً وتختلف قليلاً عن مصر، وهي تقتصر على الذهاب إلى قبر الميت وإحياء ذكراه بعد موته بأربعين يوماً، وتطورت هذه العادة بأن يجتمع أهل الميت ويقرأون القران ويذكرون الله ترحما على روح الميت، ولا ينزعون لباسهم الأسود إلا بعد مرور يوم الأربعين. وأربعينية الميت هي اليوم الأربعون من وفاته، يجتمع فيه أهله والمعزون كاجتماعهم يوم وفاته، ولا يُعذر مَن يتغيب عن هذا الاجتماع في العادات الشعبية عادة، وإقامتها للميت هي عادة مصرية وليست عبادة منصوص عليها.

## أصلها
جنازة الأربعين مأخوذة عن الفراعنة، وهي عدد الأيام اللازمة لتحنيط الميت وتكفينه وإعداده للدفن، ومنها استمرت تلك العادة في مصر.

## في الإسلام
حرَّم دين الإسلام إقامة طقس الحداد على ميت أكثر من ثلاثة أيام بعد وفاة الشخص، باستثناء حداد الزوجة على زوجها المتوفى.